# Järnhandel

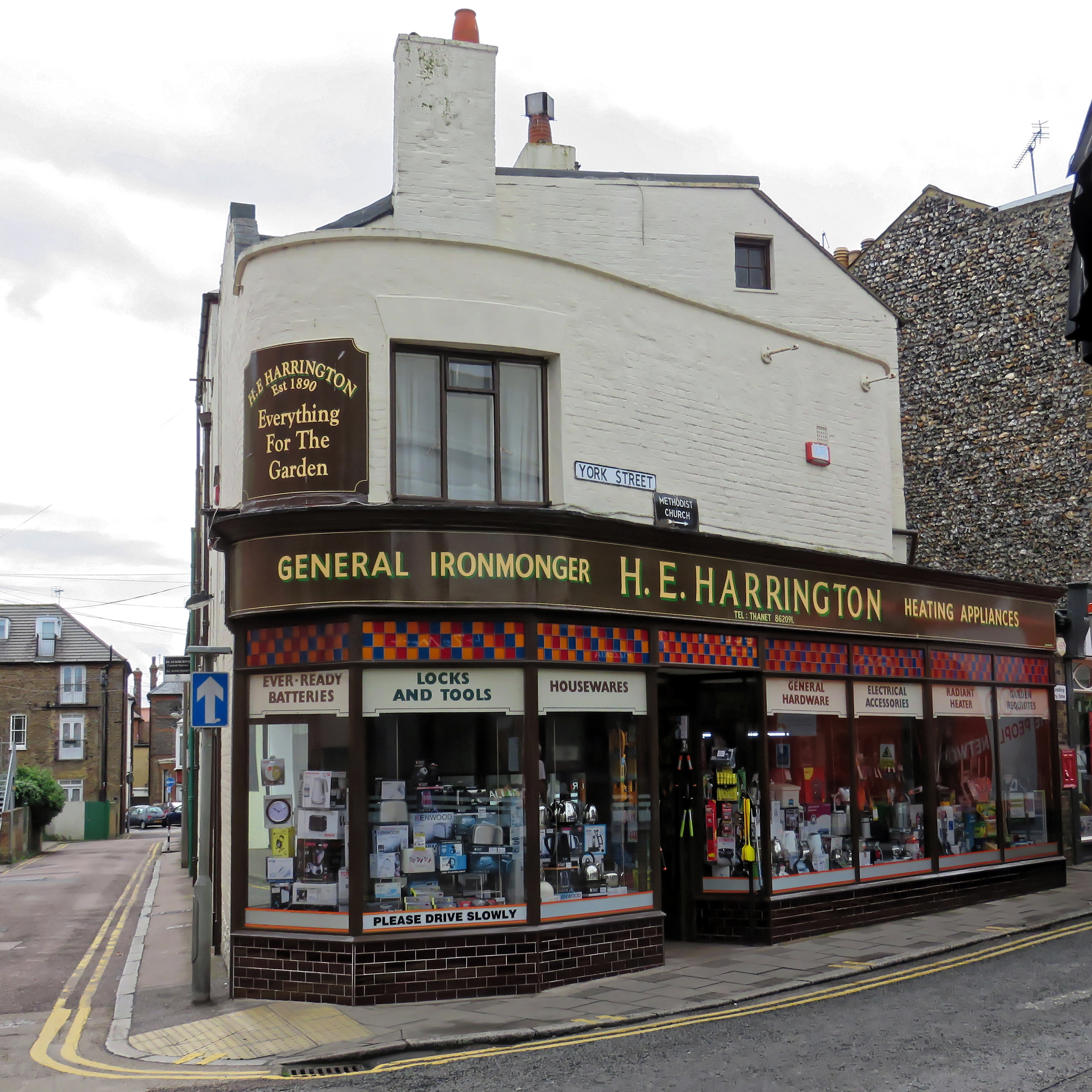
En järnaffär i England.

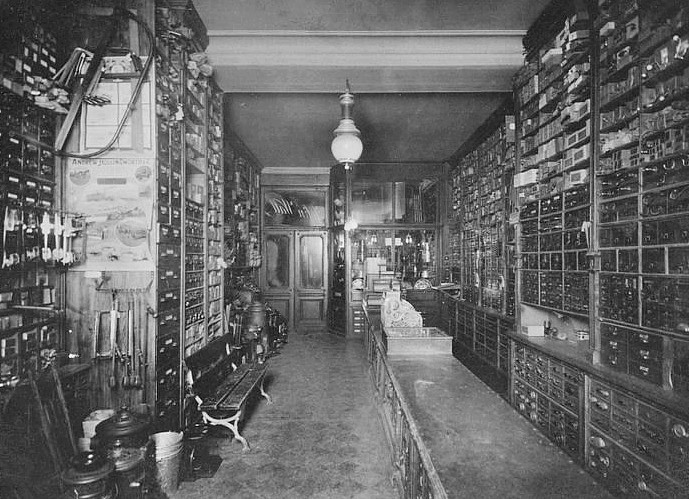
Interiör i en järnhandel omkring år 1900.

En järnhandel, järnaffär och särskilt i äldre tid järnbod är en butik som bland annat säljer varor av järn, verktyg och tillbehör som spikar. Ordet järnbod har belägg i svenska språket sedan 1655 och järnhandel sedan 1889. Förr förekom även järnkrämare, men senare användes det nedsättande.
Järnaffärer är ibland sammanslagna med byggvaruhus eller färgbutiker.
Några järnkedjor i Sverige är K-Rauta och Järnia.